# Килмарри
Килмарри (англ. Kilmurry; ирл. Cill Mhuire) — деревня в Ирландии, находится в графстве Клэр (провинция Манстер).

## Демография
Население — 278 человек (по переписи 2006 года). В 2002 году население составляло 255 человек. 
Данные переписи 2006 года:
| Общие демографические показатели |               |                               |                               |      |      |
| Всё население                    | Всё население | Изменения населения 2002—2006 | Изменения населения 2002—2006 | 2006 | 2006 |
| 2002                             | 2006          | чел.                          | %                             | муж. | жен. |
| 255                              | 278           | 23                            | 9                             | 132  | 146  |